# IC 4460
IC 4460 ist eine Spiralgalaxie vom Hubble-Typ Sbc? im Sternbild Bärenhüter am Nordsternhimmel. Sie ist schätzungsweise 402 Millionen Lichtjahre von der Milchstraße entfernt.
Das Objekt wurde am 6. Juli 1896 von Stéphane Javelle entdeckt.